# The Last Secret of the Temple
The Last Secret of the Temple (O Último Segredo do Templo) é o segundo livro de uma série escrita por Paul Sussman. Publicado em 2005, trata-se, basicamente, de um thriller, que gira em torno de um grande suspense sobre uma caçada arqueológica que busca envolver o leitor num contexto de embate entre israelenses e palestinos no Oriente Médio.

## Enredo

### Protagonistas
1. Inspetor Yussuf Khalifa -  Muçulmano egipcio. De temperamento tolerante paciente com um leve ar de sarcasmo inteligente em suas argumentações. Espera que as investigações sobre a morte de Jansen, um nazista aposentado proprietário de um hotel em Luxor, fossem mais um caso banal e de fácil desfecho, entretanto, quanto mais khalifa descobre sobre Jansen, mais intrigado fica. O fato faz com que se recorde de outra morte, ocorrida há vários anos,o brutal assassinato de um israelense, em que ele sempre suspeitou que haviam condenado um inocente, esse evento o obriga a unir-se ao arrogante detetive israelense Arieh Ben-Roi.
2. Detetive Arieh Ben-Roi - Arrogante policial israelense, de temperamento forte e atitudes ríspidas, possui um comportamento amargurado e esquizóide devido a acontecimentos traumáticos de seu passado envolvendo a morte de sua noiva por terroristas de um movimento islâmico radical. Nutre profundo ódio pelos mesmo, mas as circunstâncias o obrigam a trabalhar em conjunto com o inspetor egípcio Khalifa.
3. Layla Al-Madani - Uma combativa jornalista palestina, reconhecida tanto pela sua exótica beleza como por sua língua afiada e faro jornalístico aguçado. Muito importante e querida entre os palestinos, seu trabalho é visto como de suma importância para alertar seu povo contra os horrores impostos pelos judeus. Assim como Ben-Roi, Laila conserva segredos marcantes de seu passado cujo teor gira em torno do assassinato de seu pai. Constantemente, durante a trama, é alvo de uma estranha desconfiança por parte do policial judeu com qual troca "farpas" o tempo inteiro.

### Antagonistas
1. Al-Mulatham - Chefe de organização terrorista responsável por constantes ataques suicidas contra os judeus. Inicialmente sua identidade verdadeira é desconhecida, contudo, no desenrolar da trama, mostra-se intrinsecamente ligado a todos os eventos principais os quais, aparentemente, não teriam quaisquer vínculos lógicos entre si.
2. Baruch Har-Zion - Extremista judeu que busca a todo custo estabelecer a soberania Judaica na palestina através de atitudes agressivas e ofensivas. Também traz consigo mistérios envolvendo sua história.

## Repercussão
Foi considerado pelo jornal The Independent um dos 50 (cinquenta) melhores livros do ano e, em consonância com seu tipo de abordagem, também foi aclamado como "A resposta inteligente ao "O Código Da Vinci", um grande e fascinante quebra cabeças arqueológico".